# マリー・マンシーニ

マリー・マンシーニ（仏: Marie Mancini, 1639年8月28日 - 1715年5月8日）は、ジュール・マザラン枢機卿の姪で、マザリネットの一人。フランス王ルイ14世の初恋の相手として有名になった。ナポリ王国パリアーノ公爵ロレンツォ・オノフリオ・コロンナ王子の妃。

## 生涯
ローマで、ミケーレ・ロレンツォ・マンチーニ男爵とジェローラマ・マザリーニの三女として生まれた。イタリア名は、マリア（アンナ=マリア）・マンチーニ。
姉にロール=ヴィクトワール、オランプ、妹にオルタンス、マリー=アンヌがいる。
父が若くして死んだため、母はフランスにいる兄マザラン枢機卿を頼り、子供達を連れて移住した。その伯父のおかげで、フランス宮廷に出入りするようになった。
姪達を使って王族・貴族らと縁戚関係を築くことを狙っていたマザランだったが、予想外の出来事が起きた。姪マリーがルイ14世の寵愛を受けるようになったのである。おそらく、若い王にとって初恋であったと思われ、プラトニックな関係だったという説もある。愛妾としてそばにおくのなら文句も引っ込めたところだが、ルイ14世は本気でマリーを愛しており、結婚したいと宰相に告げた。マザランと王太后アンヌ・ドートリッシュはただちに手を打った。マリーにコロンナ家の公子ロレンツォ・オノフリオとの縁談を承知させ、1661年にイタリアへ嫁がせた。ルイ14世は婚約者スペイン王女マリア・テレサとの結婚に臨まざるをえなかった。
ジャン・ラシーヌは国王とマリーの悲恋を『ベレニス』（Bérénice, 5幕悲劇、1670年）の第5幕に「あなたは皇帝、あなたは支配者 そしてあなたは泣く! 」という台詞で取り入れている。
ロレンツォとの間に3男を生んだマリーだが、三男カルロの誕生後、1665年に夫婦関係は破綻した。1672年5月29日、夫に殺されるのではないかと恐れたマリーは、同じく結婚生活に破れていた妹のオルタンスと共にローマを離れた。夫ロレンツォと3人の息子についてはオルタンスの夫であるマザラン公と弟フィリップに託している。1677年、マリーは当時としては珍しい回顧録を執筆した。1689年にロレンツォが死ぬまで、マリーはイタリア国外で暮らした。
帰国後、1715年にピサで死去した。マリーの死去まで、ルイ14世は再会を拒んでいた。